# Ancyloceras
Ancyloceras è un mollusco cefalopode estinto appartenente alle ammoniti. Visse nel Cretaceo inferiore (120-106 milioni di anni fa). I suoi resti si rinvengono in varie parti del mondo, in particolare in Europa.

## Descrizione
Questo animale era una delle ammoniti svolte più note, e dà il nome a un intero sottordine. La conchiglia aveva una forma bizzarra, con una prima parte a forma di U, seguita da una lunga struttura diritta (bastone) che terminava in una parte posteriore che si restringeva e formava una spirale parzialmente srotolata. La sezione del giro si presentava ovale o circolare, e l'ornamentazione era costituita da una serie di coste arrotondate e sottili, molto fitte; nella parte avanzata della conchiglia, nei pressi della camera di abitazione, alcune coste erano particolarmente grandi e nodose, provviste di tubercoli spinosi. Sulla superficie esterna della camera di abitazione le coste erano più distanziate, mentre la sutura possedeva un lobo stretto e molto profondo.

## Habitat
Si presume che questa ammonite fosse carnivora e cacciasse attivamente; viveva in ambienti marini piuttosto profondi, dove la pressione dell'acqua era notevole. Il clima dell'ambiente in cui viveva, tuttavia, era subtropicale, e le acque erano calde e piuttosto ossigenate.

## Classificazione
Nonostante la forma aberrante, la struttura della conchiglia permette di riconoscere Ancyloceras come un discendente delle litoceratidi, ammoniti tipiche del Giurassico dalla forma ben più tradizionale. Altre forme di ammoniti svolte avevano un aspetto diritto (Baculites), spiralato (Turrilites) o completamente nodoso (Nipponites).